# Fujiwara no Morozane
Fujiwara no Morozane (藤原師実 ; ふじわらの もろざね) (1042 - 14 mars 1101) est un membre du clan Fujiwara ainsi que l'un des régents Fujiwara. Il a été le chef du clan Fujiwara pendant une partie de la période Heian. Il est connu aussi sous les noms Kyōgoku dono et Go-Uji dono. Il a obtenu les postes de sessho et de kampaku (postes de régence) sous le règne de l'empereur Shirakawa de 1075 à 1086 et de 1094 à 1099 sous le règne de l'empereur Horikawa.
Il est le fils de Fujiwara no Yorimichi et de Fujiwara no Gishi.
Fujiwara no Morozane s'est marié avec Fujiwara no Reishi, la fille de Minamoto no Morofusa. Morozane a eu beaucoup d'enfants, dont Fujiwara no Moromichi et Fujiwara no Ietada.
Morozane a aussi écrit des poèmes.